# 에이피스
에이피스(영어: Apeace, 일본어: エーピース 에피스[*])는 대한민국의 음악 그룹이다. 일본을 중심으로 활동하고 있다.

## 개요
《만나러 가는 K-POP 그룹》으로 1년간 하루 10시간에 달하는 레슨을 거쳐 초기 멤버 21명이 2011년 5월 27일부터 2014년 6월까지 전용 극장 K THEATER TOKYO에서 2,199회 롱런 공연을 하였다. 멤버를 3개 유닛으로 나눈 LAPIS, JADE, ONYX와 차세대 에이피스 멤버를 목표로 한 예비군 에이피스 젬(Apeace gem)도 존재한다.

## 구성원
- 빨간색 = 활동
- 검은색 = 미활동